# Можа (приток Бобра)
Можа (бел. Можа) — река в Белоруссии, левый приток реки Бобр. Почти всё течение реки проходит по Крупскому району Минской области, в среднем течении на небольшом участке образует границу с Круглянским районом Могилёвской области.
Длина реки — 77 км, площадь водосборного бассейна — 530 км², среднегодовой расход воды в устье — 3,4 м³/с, средний уклон реки 0,4 м/км.
Река начинается к северу от деревни Шинки в 18 км к юго-востоку от города Крупки близ границы с Могилёвской областью. От истока основное направление течения Можи — юго-восток, в районе впадения Козлянки и Чудницы река резко поворачивает на запад, а затем на северо-запад, описывая большую петлю. При общей длине реки в 77 км, её исток и устье по прямой разделяют всего 14 км.
Течет по Центральноберезинской равнине, в среднем течении (частично) и в низовьях — через лесные массивы. Долина трапециевидная, шириной 600—800 м, в нижнем течении невыразительная. Склоны пологие, реже крутые, слабо прорезаны долинами притоков и каналов (высота 3-10 м). Пойма двусторонняя, иногда чередуется по берегам, шириной 200—400 м; наибольшая (600 м) у деревни Новая Слобода. Русло умеренно извилистое, на некоторых участках выпрямленное; ширина реки в межень в верховьях 6-8 м, в среднем течении 15-30 м, в нижнем 10-20 м. Берега крутые, местами обрывистые, высотой от 1-2 м до 5-6 м.
Основные притоки — Сталька, Паньковка (справа); Берёзка, Козлянка, Чудница, Месреда, Тришовка (слева).
Река протекает сёла и деревни Шинки, Еджар, Попарное, Можаны, Матошка, Новая Слобода, Старые и Новые Пышачи, Ухвалы, Николаевка, Старый и Новый Сокол, Большой и Малый Вязок. Ниже Малого Вязка река входит в ненаселённый, частично заболоченный лесной массив, где и впадает в Бобр выше села Выдрица. Ширина реки у устья — 15 метров, скорость течения 0,4 м/с.